# Grow Some Funk of Your Own
"Grow Some Funk of Your Own" er en sang af den britiske sanger Elton John. Sangen blev udgivet i 1976 som den anden single fra albummet Rock of the Westies (1975). Sangen blev skrevet af Elton John, Bernie Taupin og Davey Johnstone. B-siden af singlen er følgende den sange på albummet, "I Feel Like a Bullet (In the Gun of Robert Ford)".
"Grow Some Funk of Your Own" betragtes som en af Johns bedste rocksange blandt andre sange som "Saturday Night's Alright for Fighting" og "The Bitch Is Back". I USA nåede sangen nummer fjorten på Billboard Hot 100.

## Sporliste
1. "Grow Some Funk of Your Own" – 4:16 (Elton John, Bernie Taupin, Davey Johnstone)
2. "I Feel Like a Bullet (In the Gun of Robert Ford)" – 5:28 (Elton John, Bernie Taupin)